# یوهانا شوپنهاور
یوهانا شوپنهاور (به انگلیسی: Johanna Schopenhauer) (متخلص به تروسینر؛ ۹ ژوئیه ۱۷۶۶–۱۷ آوریل ۱۸۳۸) مادر فیلسوف مشهور آلمانی آرتور شوپنهاور بود. او اولین زن آلمانی بود که کتاب‌هایش را بدون نام مستعار و با نام خود منتشر کرد. او برگزار کننده همایش‌های ادبی، و در دهه ۱۸۲۰ یک نویسنده محبوب در آلمان بود.